# 二川光吉
二川 光吉（ふたがわ みつよし、生没年不詳）は、南北朝時代の細川氏家臣。本姓は藤原氏。通称は四郎左衛門。

## 生涯
三河国渥美郡二川郷（現在の愛知県豊橋市二川町）を本籍とする二川氏の出身。
貞治元年（1362年）、讃岐国守護職となった細川頼之に従い同国へ移住した。讃岐国香川郡井原荘龍満（現在の香川県高松市香川町）に領地を得て龍満城を築城し初代城主となったが、このとき名字を二川から龍満に改めたという。